# Orgels in de Constantijnbasilica

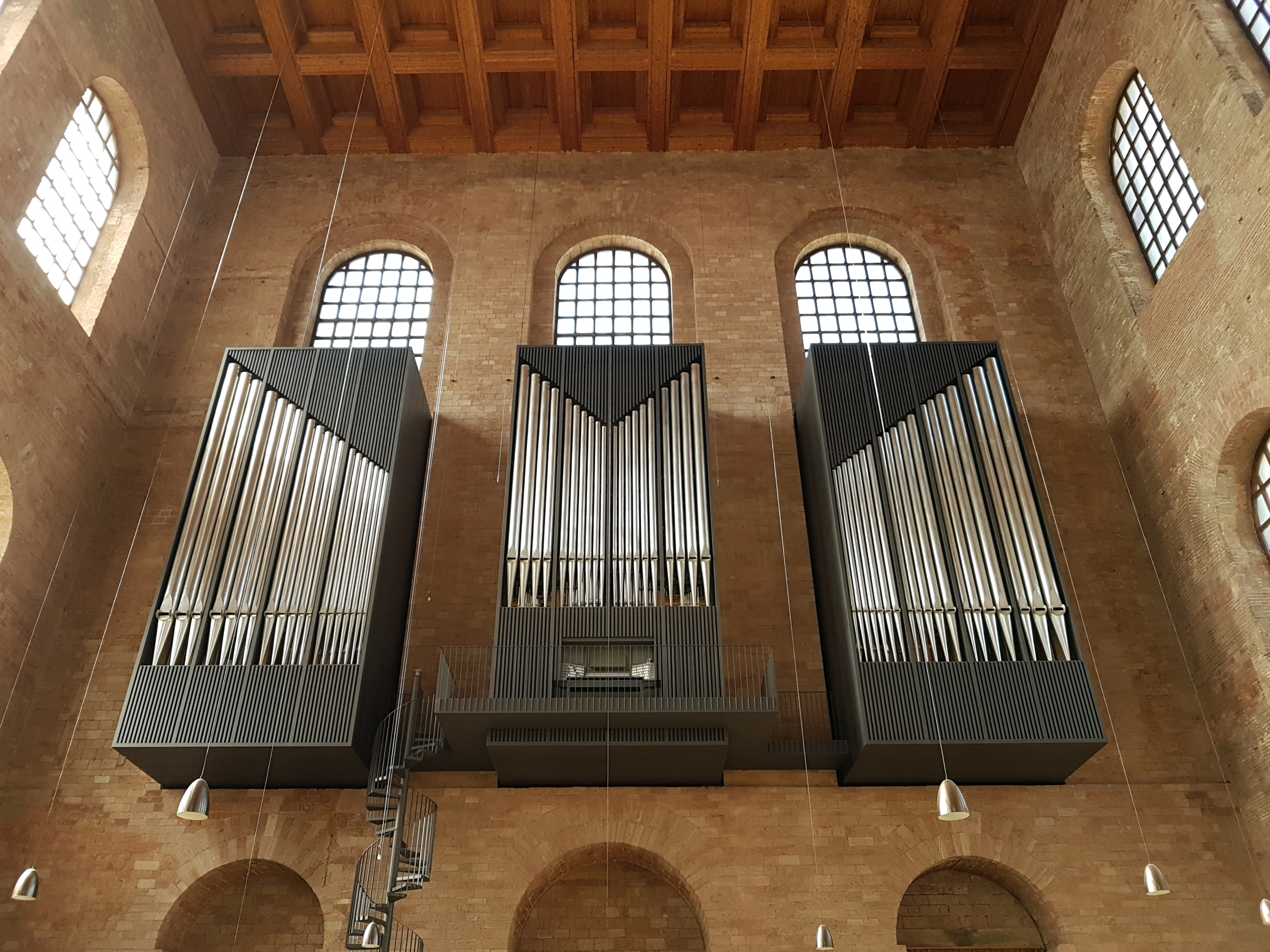
Hoofdorgel uit 2014

De Constantijnbasilica in Trier beschikt over twee kerkorgels: een koororgel met 30 registers op twee manualen en pedaal, alsook sinds 2014 achter in de kerk een nieuw hoofdorgel van de orgelbouwfirma Eule.

## Ibach-orgel
In de plannen van de eerste wederopbouw van de basilica was ook in een orgel voorzien. Het instrument was in 1856 door de gebroeders Ibach (of Uebach) uit Barmen gebouwd en had 40 registers, verdeeld over drie manualen en pedaal. In de beide pedaaltorens stonden zichtbaar de pijpen van de pedaalregisters principaalbas 32'. Het orgelhuis was ca. 15 m hoog, 10 m breed en 5 m diep. In 1913 werd het instrument door de orgelbouwfirma Friedrich Weigle uit Leinfelden-Echterdingen omgebouwd en tot 50 registers (op membraanschuiven) uitgebreid. De trakturen waren pneumatisch. Dit instrument werd in 1944 door een bombardement vernietigd.

## Schuke-orgel

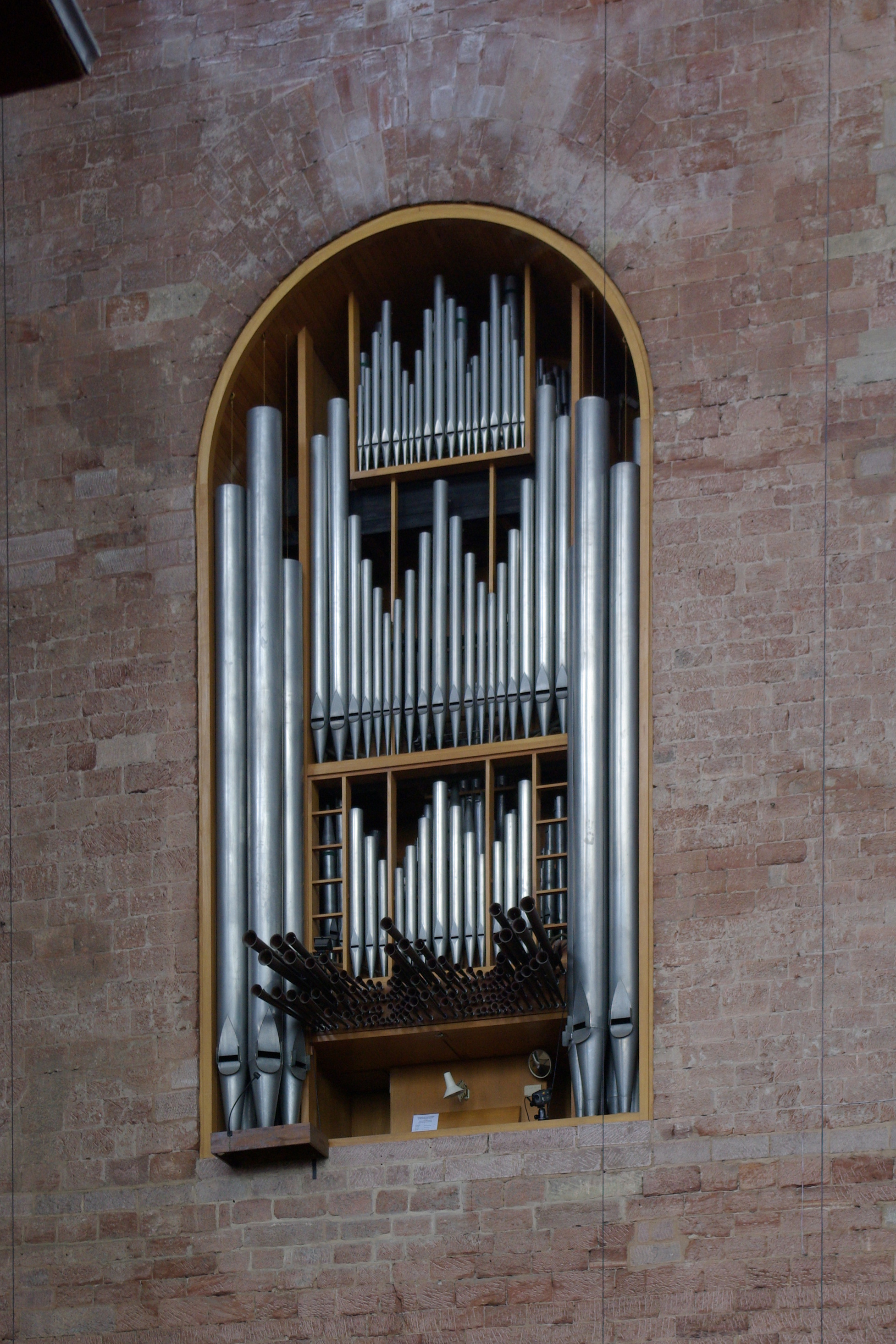
Schuke-orgel uit 1962

Na de tweede wederopbouw van de basilica bouwde de orgelbouwfirma Karl Schuke in 1962 een koororgel. Het instrument bevindt zich in een (venster)nis aan de oostwand van de basilica, ongeveer ter hoogte van het altaar en rechts ervan. Het prospect vult de hele vensteropening op; in het middengedeelte zijn het hoofdwerk en het bovenwerk boven elkaar geordend, links en rechts daarvan bevindt zicht het pedaalwerk. Aan de voet van het middengedeelte bevindt zich het speelgedeelte; daar boven bevinden zich de pijpen van de Spaanse trompetten, die in de kerkruimte vooruitsteken. Het sleepladeninstrument heeft 30 registers op twee manualen en pedaal en is neobarok gedisponeerd. De speeltrakturen zijn mechanisch, de registertrakturen zijn elektrisch.
| I Hoofdwerk C–g3 |                |     |
| 1.               | Prinzipal      | 8′  |
| 2.               | Rohrflöte      | 8′  |
| 3.               | Oktave         | 4′  |
| 4.               | Gemshorn       | 4′  |
| 5.               | Nasat          | 2⅔′ |
| 6.               | Oktave         | 2′  |
| 7.               | Mixtur VI–VII  |     |
| 8.               | Scharff IV–VI  |     |
| 9.               | Trompete       | 16′ |
| 10.              | Span. Trompete | 8′  |
| 11.              | Span. Trompete | 4′  |

| II Bovenwerk C–g3 |                |     |
| 12.               | Gedackt        | 8′  |
| 13.               | Praestant      | 4′  |
| 14.               | Gedacktflöte   | 4′  |
| 15.               | Feldpfeife     | 2′  |
| 16.               | Sesquialter II | 2⅔′ |
| 17.               | Quinte         | 1⅓′ |
| 18.               | Mixtur V–VII   |     |
| 19.               | Cymbel IV      |     |
| 20.               | Fagott         | 16′ |
| 21.               | Oboe           | 8′  |
|                   | Tremulant      |     |

| Pedaal C–f1 |                |     |
| 22.         | Prinzipal      | 16′ |
| 23.         | Oktave         | 8′  |
| 24.         | Hohlflöte      | 4′  |
| 25.         | Nachthorn      | 2′  |
| 26.         | Baßaliquot III |     |
| 27.         | Hintersatz V   |     |
| 28.         | Posaune        | 16′ |
| 29.         | Trompete       | 8′  |
| 30.         | Clairon        | 4′  |

- Koppels: II/I, I/P, II/P
- Speelhulp: twee vrije combinaties, vaste combinaties (pleno, tutti)

## Eule-orgel

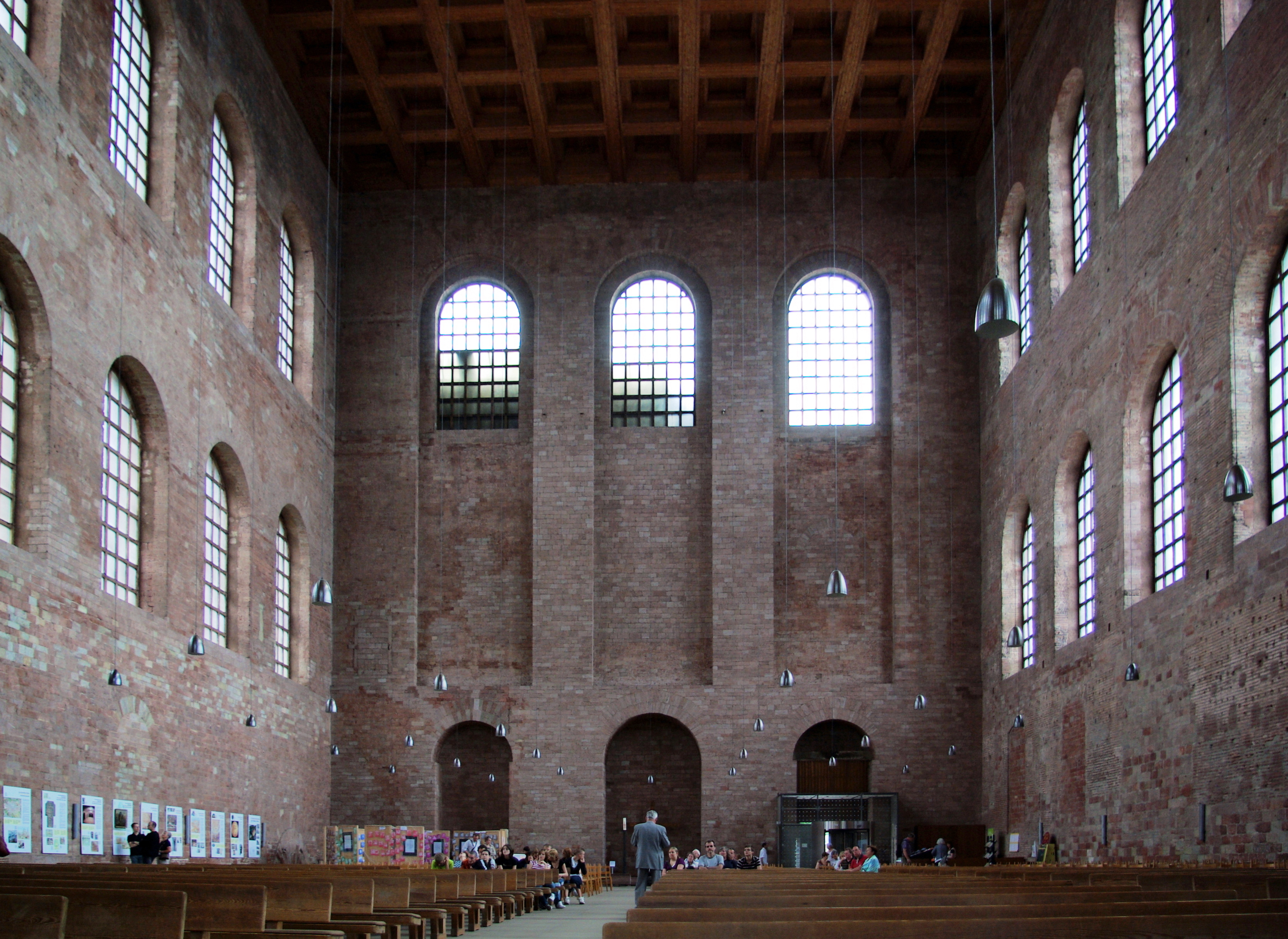
Binnenaanzicht (zuidzijde) voor de inbouw van het nieuwe orgel

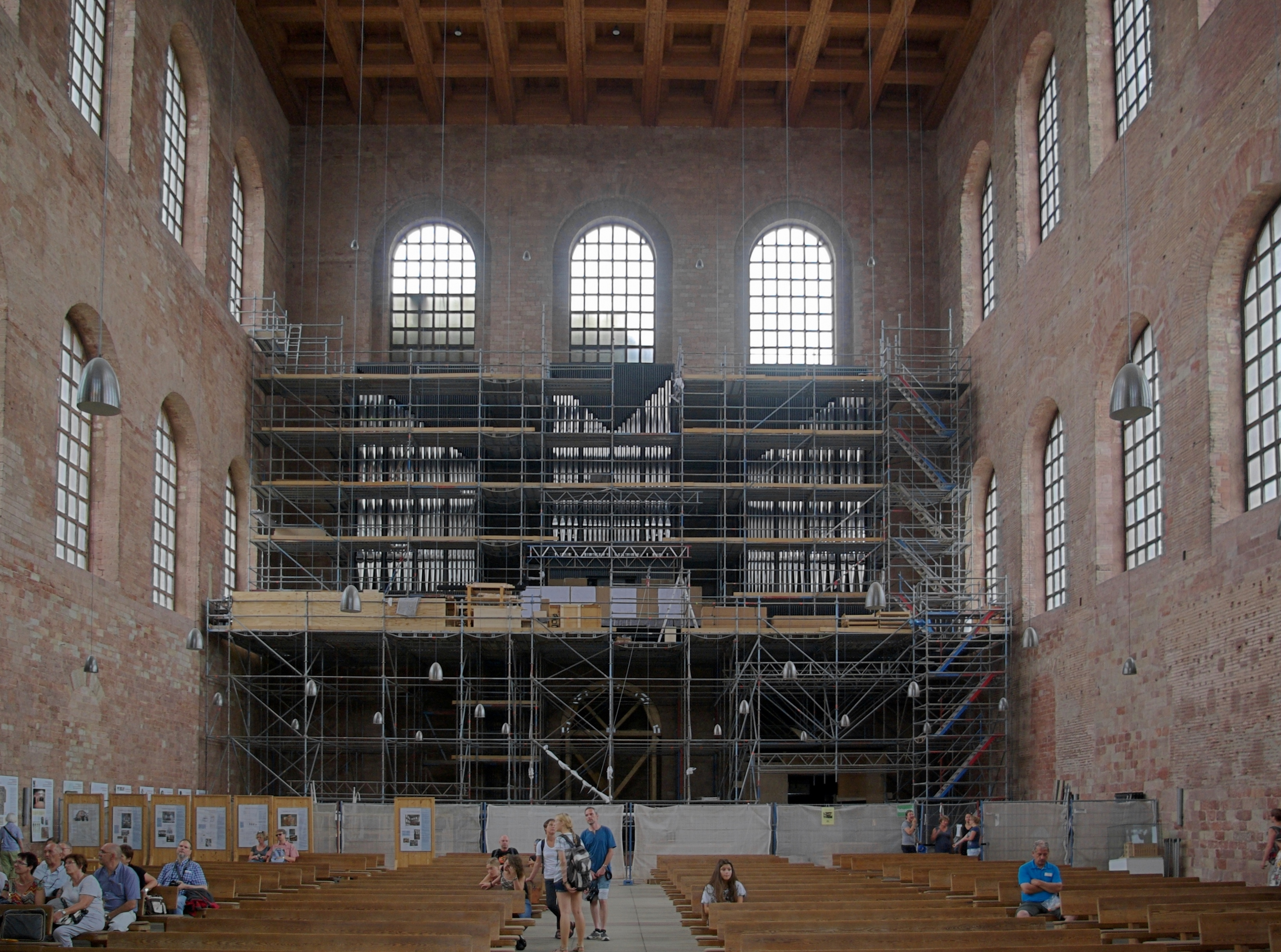
Tijdens de inbouw van het nieuwe orgel

Reeds in de jaren 1950 begon het overleg voor de bouw van een nieuw hoofdorgel ter vervanging van het in de oorlog vernietigde Uebach-orgel. In 2006 vierde de Basilica van Constantijn een dubbeljubileum: 150 jaar Evangelisch-Lutherse Kerk van de Verlosser en 50 jaar wederopbouw na de oorlog. In dit kader kondigde het land Rijnland-Palts als eigenaar van het gebouw in het kader van de feestelijkheden de bouw aan van een nieuw hoofdorgel aan, dat tegen de achterwand van de kerk geplaatst zou worden.
Er vonden twee selectieprocedures plaats: aan de ene zijde de procedure voor de keuze van de bouwfirma, alsook een architectuurwedstrijd, welke de uiterlijke vormgeving van het orgel in de ruimte als onderwerp had. In deze procedure waren talrijke comités betrokken, zowel van de zijde van de Landesregierung Rijnland-Palts, alsook van monumentenzorg, evenals (regionale en plaatselijke) kerkelijke comités. Bovendien was de UNESCO in de besluitvorming betrokken, omdat het om een bouwplan van een werelderfgoed-cultuuronderdeel ging. De opdracht tot de bouw van het nieuwe instrument werd toegewezen aan de orgelbouwfirma Eule uit Bautzen. Deze firma had in het kerkdistrict Trier reeds een orgel in de Evangelische Kerk van Saarburg gebouwd. De uiterlijke vormgeving werd door het architectenbureau Auer & Weber uit München/Stuttgart ontwikkeld.
Het nieuwe hoofdorgel werd in het jaar 2014 in de achterwand ingebouwd. Het is symfonisch gedisponeerd en maakt de weergave van alle orgelmuziek uit de 19e eeuw mogelijk. Het instrument heeft 82 registers (meer dan 6000 pijpen), vermeerderd met 5 geëxtendeerde resp. getransmiteerde registers in het pedaal, verdeeld over vier manuaalwerken en pedaal. Het orgel is daarmee het grootste van Trier en een van de grootste orgels in Rijnland-Palts.
Het instrument is over drie orgellichamen verdeeld, die aan de achterwand opgehangen zijn. Ze bevinden zich voor, respectievelijk in de vensternissen, waarvan ze ongeveer de ganse breedte innemen, en steken in totaal slechts weinig binnen in de kerkruimte uit.
Het hoofdwerk (I-ste manuaal) is in de stijl van Duitse hoog- en laat-barokke orgels gedisponeerd, het snelwerk (II-de manuaal) Duits-romantisch en het zwelbaar Récit (III-de manuaal) Frans-romantisch. Vanuit de IV-de manuaal laten zich twee werken afspelen: het eveneens zwelbaar orkestraalwerk met klankkleuren van de Engelse romantiek (o.a. een vol uitgebouwd strijkerskoor) met een winddruk van ongeveer 150 m Ws, alsook het niet zwelbaar Solowerk met hogedruk-registers (o.a. een tuba imperialis) en met een winddruk van ongeveer 380 mm Ws. Beide werken laten zich onafhankelijk van elkaar aan alle overige manuaalwerken en het pedaal aankoppelen. De hoofdspeeltafel bevindt zich liggend voor het middelste orgellichaam, en is te bereiken door middel van een smalle wendeltrap. De registertraktuur is elektrisch; de speeltraktuur is mechanisch, en wordt gedeeltelijk door barkermachines ondersteund (zwelwerk, orkestraal, pedaal). De hogedrukstemmen worden elektrisch aangespeeld. Bovendien werd een tweede, mobiele speeltafel gebouwd.
Terwijl het orgel bij haar inwijding, wat klank betreft, als geslaagd beoordeeld werd, werden betreffende haar uiterlijke vormgeving ook kritische geluiden gehoord: in vergelijking met de computersimulatie van 2012 werd het uitzicht wezenlijk veranderd. In tegenstelling tot het oorspronkelijke idee om de orgelpijpen in drie helder geschilderde torens onder te brengen, en daarmee de venstervlakken naar onder toe te verlengen, werden de pijpen in zwarte en - volgens het oordeel van de critici - dreigend werkende balken aangebracht, die als vreemde, storende lichamen in de kerk aanwezig zijn.
| I Hoofdwerk C–c4 |                  |     |
| 1.               | Praestant        | 16′ |
| 2.               | Gedackt          | 16′ |
| 3.               | Principal major  | 8′  |
| 4.               | Principal minor  | 8′  |
| 5.               | Gambe            | 8′  |
| 6.               | Flûte harmonique | 8′  |
| 7.               | Rohrflöte        | 8′  |
| 8.               | Erzähler         | 8′  |
| 9.               | Octave           | 4′  |
| 10.              | Gemshorn         | 4′  |
| 11.              | Quinte           | 2⅔′ |
| 12.              | Octave           | 2′  |
| 13.              | Mixtur major V   | 2′  |
| 14.              | Mixtur minor III | 1⅓′ |
| 15.              | Cornet II–V      | 2⅔′ |
| 16.              | Trombone         | 16′ |
| 17.              | Trompete         | 8′  |
| 18.              | Clairon          | 4′  |

| II Zwel-Positief C–c4 |                          |     |
| 19.                   | Lieblich Gedeckt         | 16′ |
| 20.                   | Geigenprincipal          | 8′  |
| 21.                   | Konzertflöte             | 8′  |
| 22.                   | Zartgedackt              | 8′  |
| 23.                   | Quintatön                | 8′  |
| 24.                   | Salicional               | 8′  |
| 25.                   | Aeoline                  | 8′  |
| 26.                   | Vox coelestis            | 8′  |
| 27.                   | Geigenoctave             | 4′  |
| 28.                   | Fugara                   | 4′  |
| 29.                   | Flauto traverso          | 4′  |
| 30.                   | Waldflöte                | 2′  |
| 31.                   | Progressio III–V         | 2′  |
| 32.                   | Harmonia aetherea III–IV | 2′  |
| 33.                   | Aeoline                  | 16′ |
| 34.                   | Clarinette               | 8′  |
| 35.                   | Oboe                     | 8′  |
| 36.                   | Celesta                  | 8′  |
|                       | Tremulant                |     |

| III Récit expressif C–c4 |                      |     |
| 37.                      | Quintaton            | 16′ |
| 38.                      | Diapason             | 8′  |
| 39.                      | Flûte traversière    | 8′  |
| 40.                      | Cor de nuit          | 8′  |
| 41.                      | Viole de Gambe       | 8′  |
| 42.                      | Voix célêste         | 8′  |
| 43.                      | Octave               | 4′  |
| 44.                      | Flûte octaviante     | 4′  |
| 45.                      | Nasard               | 2⅔′ |
| 46.                      | Octavin              | 2′  |
| 47.                      | Tierce               | 1⅗′ |
| 48.                      | Piccolo              | 1′  |
| 49.                      | Plein jeu V          | 2⅔′ |
| 50.                      | Bombarde             | 16′ |
| 51.                      | Trompette harmonique | 8′  |
| 52.                      | Basson-Hautbois      | 8′  |
| 53.                      | Voix humaine         | 8′  |
| 54.                      | Clairon harmonique   | 4′  |
|                          | Tremulant            |     |

| IV Orkestraal (zwelbaar) C–c4 |                       |     |
| 55.                           | Contra Gamba          | 16′ |
| 56.                           | Orchestral Viola      | 8′  |
| 57.                           | Viola célêste         | 8′  |
| 58.                           | Clarabella            | 8′  |
| 59.                           | Violine               | 4′  |
| 60.                           | Harmonic flute        | 4′  |
| 61.                           | Flautino              | 2′  |
| 62.                           | Cornett d’ violes III | 3⅕′ |
| 63.                           | Cor anglais           | 16′ |
| 64.                           | Clarinet              | 8′  |
| 65.                           | French Horn           | 8′  |

| IV Solo (niet zwelbaar) C–c4 |                     |    |
| 66.                          | Principalis romanus | 8′ |
| 67.                          | Konstantin-Flöte    | 8′ |
| 68.                          | Tuba imperialis     | 8′ |
| 69.                          | Chimes              |    |

| Pedaalwerk C–g1 |                             |     |
| 70.             | Majorprincipal (Ext. Nr.72) | 32′ |
| 71.             | Untersatz (Ext. Nr. 74)     | 32′ |
| 72.             | Principalbass               | 16′ |
| 73.             | Violonbass                  | 16′ |
| 74.             | Subbass                     | 16′ |
| 75.             | Gedacktbass (= Nr. 37)      | 16′ |
| 76.             | Salicetbass(= Nr. 55)       | 16′ |
| 77.             | Open wood                   | 16′ |
| 78.             | Octavbass                   | 8′  |
| Violoncello     | 8′                          |     |
| 80.             | Bassflöte                   | 8′  |
| 81.             | Octave                      | 4′  |
| 82.             | Großcornett IV              | 5⅓′ |
| 83.             | Hintersatz IV               | 2⅔′ |
| 84.             | Kontraposaune (Ext. Nr.85)  | 32′ |
| 85.             | Posaune                     | 16′ |
| 86.             | Trompetenbass               | 8′  |
| 87.             | Clarine                     | 4′  |

- Koppels
  - Normaalkoppels: II/I, III/I, IV/I, III/II, IV/II, IV/III; I/P, II/P, III/P, IV/P
  - Superoctaafkoppels: II/I, II/II, III/I, III/III, IV/I, IV/III, IV/IV, II/P, III/P, IV/P
  - Suboctaafkoppels: II/I, II/II, III/I, III/III, IV/I, IV/IV
  - Orkestraal/Solo: jeweils frei an I, II, III, IV, P
- Speelhulp: Registercrescendo (5-voudig programmeerbaar); elektronische Setzeranlage; MIDI-interface en Replay-System

## Weblinks
- Het Trierse Bachkoor
- Website van de Basilikamusik

### Klankvoorbeelden Schuke-orgel
- Elisabeth Ullmann, Wenen, speelt Buxtehude Präludium in D
- Wolfgang Zerer speelt de vierde sonate, eerste deel van Felix Mendelssohn Bartholdy
- Wolfgang Zerer speelt de vierde sonate, tweede en derde deel van Felix Mendelssohn Bartholdy

### Klankvoorbeelden Eule-orgel
- Opname van Deutschlandfunk van de inwijdingseredienst van het orgel op 30 november 2014 met veel orgelmuziek
- Het nieuwe Eule-orgel in de Trierse Constantijnbasilika bij een concert voor koor en blazer (youtube), Opname van zondag 14 december 2014 (3de Advent)